# Pablo Troyano
Pablo Troyano Moraga (Córdoba, 1870-ibídem, 27 de septiembre de 1936) fue un tipógrafo, periodista, impresor y político español, presidente de la Diputación Provincial de Córdoba entre 1933 y 1936, ejecutado por las tropas franquistas.

## Biografía
Con una dilatada experiencia al frente de la Sociedad de Tipógrafos de Córdoba, fue el concejal elegido con mayor número de votos en las elecciones municipales de abril de 1931 que dieron lugar a la proclamación de la Segunda República Española. Formó parte de la Comisión Gestora provincial como vicepresidente desde el 2 de septiembre de 1932 al 9 de octubre de 1933. Presidió la tercera y cuarta Comisión entre el 9 de octubre de 1933 y el 4 de enero de 1936, siendo el presidente que más tiempo permaneció en el cargo.
Miembro de la Logia Turdetania, perteneció al Partido Republicano Autónomo, posteriormente integrado en el Partido Radical Socialista. Participó activamente en los debates sobre el proyecto de Estatuto de Andalucía de 1933.
Como periodista e impresor fue director del diario La Voz, órgano del Partido Radical en Córdoba. Fue detenido en sus talleres el 18 de julio de 1936, con el golpe de Estado que dio lugar a la Guerra Civil y sometido a arresto domiciliario, siendo fusilado en aplicación del llamado “Bando de Guerra” el 27 de septiembre de 1936 tras ser denunciado por su párroco.